# Nothroctenus sericeus
Nothroctenus sericeus är en spindelart som först beskrevs av Cândido Firmino de Mello-Leitão 1929.  
Nothroctenus sericeus ingår i släktet Nothroctenus och familjen Ctenidae. Inga underarter finns listade i Catalogue of Life.